# Кущівник довгохвостий
Кущівни́к довгохвостий (Mackenziaena leachii) — вид горобцеподібних птахів родини сорокушових (Thamnophilidae). Мешкає в Південній Америці. Вид названий на честь англійського натураліста Вільяма Елфорда Ліча.

## Опис
Довжина птаха становить 25-26,5 см, враховуючи довги хвіст, вага 58–62 г. Виду притаманний статевий диморфізм. Самці мають повністю чорне забарвлення, тім'я, шия. верхня частина тіла і боки у них поцятковані білими плямками. Самички мають переважно чорнувато-буре забарвлення, лоб і тім'я у них рудуваті, пера на тімені мають чорні края. Верхня частина тіла поцяткована охристими плямками, на крилах коричневі смуги, ниижня частина тіла сильно поцяткована світло-коричневими плямками, на гузці світло-коричневі смуги. Дзьоб і лапи чорні, очі карі. Забарвлення молодих птахів подібне до забарвлення самиць, однак плями на їх тілі більші, а нижня частина тіла смугаста.

## Поширення і екологія
Довгохвості кущівники мешкають на південному сході Бразилії (від сходу центрального Мінас-Жерайса, півдня Еспіріту-Санту і південного заходу Сан-Паулу на південь до Ріу-Гранді-ду-Сул), на сході Парагваю та на крайньому північному сході Аргентини (Місьйонес). Вони живуть в густому чагарниковому і бамбуковому підліску вологих рівнинних і гірських атлантичних лісів та на узліссях. Зустрічаються поодинці або парами, на висоті до 2150 м над рівнем моря. Іноді приєднуються до змішаних зграй птахів разом з червоноокими кущівниками. Живляться комахами, зокрема прямокрилими і гусінню, равликами, слимаками та іншими безхребетними, яких шукають серед рослинності, на висоті до 5 м над землею.